# Tandsandbi
(Andrena denticulata) är en art i insektsordningen steklar som tillhör överfamiljen bin och familjen grävbin.

## Beskrivning
Tandsandbiet är ett övervägande svart sandbi med ljusa hår på mellankroppens sidor, blandat vita och svarta hår på bakre delen av mellankroppens översida och vitaktiga hårband längs bakkanterna på andra till fjärde tergiten. De vita banden är kraftiga hos honan, glesare och smalare hos hanen. Honan har också långa, bruna hår på femte tergiten. Förutom behåringen på ryggens ovansida, skiljer sig hona och hane åt genom ansiktets behåring, som är blekbrun hos honan, vit med en svag inblandning av svarta hår hos hanen, samt hanens käkar som är mycket långa. Honan blir 10 till 12 mm lång, hanen 8 till 10 mm.

## Ekologi
Habitaten utgörs av många naturtyper, som skogsbryn, vägrenar, ängar, grustäkter, ruderatområden och trädgårdar. Arten är födomässigt specialiserad på korgblommiga växter, (i synnerhet sådana med gula blommor) som renfana, molkesläktet, röllika, gullrissläktet, klintar, lejonfibblor, hökfibblor, , rosettfibblor, cikorior och korsörter. Arten flyger i juli till slutet av augusti eller början av september.
Som alla sandbin är arten solitär, honan står ensam för omsorgen om avkomman, och gräver ut larvbon i marken.
Biets bon parasiteras av gökbina ljunggökbi (Nomada rufipes) och höstgökbi (Nomada roberjeotiana).

## Utbredning
Arten har två underarter, dels nominatunderarten Andrena denticulata denticulata som finns i större delen av Mellan- och Nordeuropa från Brittiska öarna i väster, norra Norden i norr till bergen i Sydvästeuropa och österut till norra Kazakstan, Mongoliet samt södra Sibirien till Primorje kraj och Sachalin, dels Andrena denticulata seneciorum Hirashima, 1964, som förekommer genom Ryssland till södra Primorje kraj, södra Sachalin och Japan.
I Sverige är arten vanlig i hela Götaland och Svealand, samt i Norrland norrut till Haparanda, medan den i I Finland finns arten från sydkusten i Fasta Finland norrut till Kajanaland i öster, Torneå sydvästra Lappland i väster.
I både Sverige och Finland är tandsandbiet klassificerat som livskraftigt (LC).